# Poulét
 Poulét  (furlansko  Paulêt, italijansko Povoletto), je občina v Videmski pokrajini v italijanski deželi Furlaniji - Julijski krajini.  Občina, ki se razteza na 38,41 km2, je imela 5,474 prebivalcev po podatkih na dan 31. decembra 2019.  
Občina Poulét meji na naslednje občine: Ahten, Fojda, Videm, Reana del Rojale, Remanzacco, Neme.

## Naselja v občini
- Svet Lenard (Bielezôe, Bellazoia) ob vznožju hribov. Je najvzhodnejše mesto v občini in je edino naselje Poulét, ki se nahaja na levi strani potoka Malina, ki meji na Občino Ahten na severu in Občino Fojda na jugu in vzhodu. Da bi ga dosegli, že nekaj časa ni treba forsirati potokov ali potokov, ampak je dovolj, da hodimo naravnost, ki od mostu Ronchis od Fojda vodi do naseljenega območja in ki nam še vedno omogoča pogled na vzpon struga stare Maline ". Mesto, v najstarejših dokumentih z imenom Zumpita, je postalo last plemičev iz Cuccagne, ki so imeli verjetno v prvi polovici leta 1200 majhno cerkev, posvečeno San Leonardu, svetniku, ki se je posvetil odrešitvi vojnih ujetnikov ali neupravičeno pridržanih . Z nedavno restavracijo so bile ohranjene majhne mojstrovine kiparstva Bartolomea Ortarija (konec sedemnajstega stoletja, začetek osemnajstega stoletja), oltar iz osemnajstega stoletja in zlasti dve freski, verjetno iz petnajstega stoletja; najbolj ohranjeno, delo zelo strokovnega avtorja, predstavlja Madonno z otrokom v naročju, medtem ko drži jabolko.